# Chris Jongewaard
Chris Jongewaard (* 18. Juli 1979 in Adelaide) ist ein australischer Mountainbike-, Cyclocross- und Straßenradrennfahrer.
Chris Jongewaard wurde mehrfacher australischer Meister in der Mountainbikedisziplin Cross Country. In dieser Disziplin wurde er 2007 auch ozeanischer Meister.
Auf der Straße fuhr er für verschiedene Continental Teams und gewann Etappen bei der Tour de Hokkaidō 1999 und der Herald Sun Tour 2008. Bei der Herald Sun Tour 2006 übernahm er nach dem Zeitfahren das Führungstrikot, musste es auf der letzten Etappe aber wieder abgeben und beendete die Rundfahrt auf dem zweiten Gesamtplatz. 2009 gewann er die ozeanischen Meisterschaften im Einzelzeitfahren.
Im Cross gewann er von 2014 bis 2019 fünfmal die Landesmeisterschaften, 2015 holte er die Silbermedaille.

## Erfolge

### Mountainbike
2005
- Australischer Meister – Cross Country

2007
- Ozeanienmeister – Cross Country
- Australischer Meister – Cross Country

2008
- Australischer Meister – Cross Country

2009
- Australischer Meister – Cross Country

2013
- Australischer Meister – Cross Country

### Straße
1999
- eine Etappe Tour de Hokkaidō

2005
- Mannschaftszeitfahren Herald Sun Tour

2008
- eine Etappe Herald Sun Tour

2009
- Ozeanienmeister – Einzelzeitfahren

### Cyclocross
2014
 Australischer Meister
2016
 Australischer Meister
2017
 Australischer Meister
2018
 Australischer Meister
2019
 Australischer Meister

## Teams
- 2006 Savings & Loans
- 2007 Jittery Joe’s
- 2008 Panasonic (ab 01.10.)

- 2011 Team Budget Forklifts (ab 01.08.)